# Bosó II d'Arle
Bosó II o Bosó II d'Arle (vers 910 - † 968) conegut també com a Bosó II de Provença o Bosó VII de Provença, fou comte d'Arles, d'Avinyó i de Provença (949-968). El seu origen és discutit i la seva vida és relativament poc coneguda. Segons qui en fos el pare, fet sobre el qual hi ha diverses teories, hauria tingut una germana anomenada Titberga o Teutberga de Provença (el que la relaciona amb els Bosònides per la seva tia Teutberga d'Arle i l'àvia d'aquest, Teutberga esposa de Lotari II de Lotaríngia). La seva tia Teutberga d'Arle va néixer vers 880/890 i va morir abans de setembre de 948; la Teutberga possible germana de Bosó II es va casar vers el 1001 amb el comte d'Urgell Ermengol I.

## Origen
Hipòtesi 1: Bosó II seria fill de Rotbold o Ratbold d'Agel (noble de Mâcon), anomenat també com Ratbold d'Arle, nomenat comte a Provença el 903 per Lluís III el Cec. 

L'ascendència d'aquest Ratbold és desconeguda. Els historiadors consideren tanmateix que es podria tractar del marit d'una filla d'Ermengarda (filla de Boson V de Provença) i de Guillem d'Aquitània (vegeu la genealogia dels sobirans de Provença a: Llista de comtes de Provença). Aquesta hipòtesi descansa sobre el fet que l'origen d'una descendència de Bosó d'Arle (885-† 936) és rebutjat per a certs historiadors ja que aquest Bosó no hauria tingut més que noies

Per a l'historiador Jean-Pierre Poly que sosté aquesta hipòtesi, aquesta família comtal situada al càrrec pels borgonyons (per exemple Hug d'Arle) seria probablement originària de Septimània. El seu representant Bosó hauria sabut canviar de bàndol a temps (cap a 947- 948?) trencant el seu matrimoni amb Berta de Lotaríngia, la neboda d'Hug, després dels revessos de fortuna d'aquest, casant-se després amb una dona de nom Constància, que bé que desconeguda era prou il·lustre per donar el seu nom a la seva neta, Constança d'Arle, esposa d'un rei de França. El nom de Guilhem (Guillem) portat pel seu germà i donat a un dels seus fills evoca probablement els Guillèmides de Tolosa. I Conrad, el nou rei de Provença, hauria trobat en Bosó un comte d'una família de segon rang, menys perillós i ambiciós, però més capaç de sentir-se bé amb els notables provençals.
Hipòtesi 2: Bosó II, seria net de Bosó d'Arle (885- † 936) per Ratbold l'Antic (vers 907- † 936), fill d'un primer matrimoni d'aquest.

D'un primer matrimoni (no identificat) precedint el seu matrimoni amb Wil·la de Borgonya el 912, Bosó d'Arle hauria tingut un fill, Ratbold (Ratbald, Rotbald i Rotbold) l'Antic a vegades esmentat també Rotbold de Spoleto (vers 907- 936) que es va casar amb Ermengarda d'Aquitània i fou assassinat per ordre del seu oncle el rei Hug d'Arle el 936 probablement al mateix temps que el seu pare en el moment d'una temptativa de cop d'estat contra el rei.
Hipòtesi 3: Boson II i Bosó I, són una sola i mateixa persona

Certs autors, com Paul-Albert Février identifiquen Bosó I i Bosó II, el pare de Guillen I de Provença, com una sola i mateixa persona; i per això fan morir a Bosó I el 968. En contra d'aquesta afirmació, certs autors comproven que aquest Bosó hauria viscut 73 anys i hauria tingut fills a una edat avançada, als gairebé 60 anys.

## Biografia
Malgrat aquestes interrogacions, la majoria dels autors, sobretot aquells partidaris de les hipòtesis 1 i 3, consideren que Bosó II es va casar, probablement abans del 931 a Berta d'Arle, la filla de Bosó I d'Arle el germà d'Hug d'Arle. En aquestes condicions hauria pogut ser comte d'Arles des de la sortida del seu sogre a Itàlia, o a la mort d'aquest últim, sigui el 931 o 936. Aquests mateixos historiadors estan d'acord sobre el fet que aquest matrimoni hauria estat trencat en el moment dels revessos d'Hug, és a dir el més tard cap als anys 945- 948.
El 948, a la mort d'Hug d'Arle, Conrad III va procurar reemplaçar a Hug i dominar els poders de seu o seus successors. És per això què va dividir Provença en tres comtats, limitant així l'autoritat i els recursos dels nous comtes.
Bosó i el seu germà Guillem, d'origen incert, borgonyó o altre, s'encarregaren dels comtats d'Arles i Avinyó. Havent estat ràpidament eliminat el tercer comte, Griffó d'Apt, els dos germans, sense alliberar-se de l'autoritat nominal del rei, es van fer els verdaders amos del país.
Vers 953 (o 942 ?), Bosó II es va casar amb Constància anomenada sovint com Constància de Provença o Constància de Viena, que podria ser una filla o germana de Carles Constantí de Viena, comte de Viena i besneta de Bosó V de Provença.
Bosó II i Constància van tenir dos fills: 
- Ratbold I (†1008), comte d'Arles i de Provença
- Guillem I l'Alliberador (vers 953 † 993), comte d'Arles i de Provença, després marquès de Provença el 975.

Va morir el 968.